# Hydrocotyle dipleura
Hydrocotyle dipleura är en växtart i släktet Hydrocotyle och familjen araliaväxter.
Arten förekommer i Queensland i Australien. Den beskrevs av Anthony R. Bean 2003.